# Patrick Baumeister
Patrick Baumeister (* 17. Juli 1992 in Wels) ist ein österreichischer Fußballspieler.

## Karriere
Baumeister begann seine Karriere beim FK Austria Wien. 2005 kam er in die Jugend von Admira Wacker Mödling. Die Saison 2009/10 verbrachte er leihweise in Wien bei der Union Mauer.
Nach jener Saison kehrte er zur Admira zurück und rückte in den Kader der Amateurmannschaft auf, für die er im Oktober 2010 in der Regionalliga debütierte, als er am neunten Spieltag der Saison 2010/11 gegen den ASK Baumgarten in der Startelf stand.
Im Jänner 2012 wechselte er zum Ligakonkurrenten SC Neusiedl am See. Nachdem er mit Neusiedl in die Landesliga abgestiegen war, wechselte er im Sommer 2012 zum Regionalligisten SC-ESV Parndorf 1919. Mit Parndorf konnte er 2013 in den Profifußball aufsteigen. Sein Debüt in der zweiten Liga gab Baumeister im Juli 2013, als er am zweiten Spieltag der Saison 2013/14 gegen die Kapfenberger SV in der 13. Minute für Thomas Jusits eingewechselt wurde.
Nachdem er mit Parndorf wieder in die Regionalliga abgestiegen war, wechselte er im Sommer 2014 zum Landesligisten ASV Draßburg. Im Sommer 2015 wechselte er zum FCM Traiskirchen. Mit den Traiskirchnern spielte er ab 2016 in der Regionalliga. Im Jänner 2017 verließ er jedoch Traiskirchen und schloss sich dem Landesligisten ASK Kottingbrunn an. Im Sommer 2019 ging es für ihn weiter zum SC Brunn am Gebirge mit Spielbetrieb in der siebentklassigen 2. Landesliga Ost.
2018 half er bereits als Co-Trainer im Nachwuchsbereich des FC Admira Wacker Mödling aus und machte 2019/20 seine Lizenz zum Kindertrainer. In der Vergangenheit machte er bei den Mödlingern unter anderem ein Praktikum im Sekretariat (2008) und trat einige Zeit auch beim ASK Kottingbrunn als Masseur in Erscheinung.

## Persönliches
Sein Vater Ernst (* 1957) war österreichischer Nationalspieler und sein Trainer bei Mauer und Draßburg.